# Enrique Palomini
Enrique Natalio Pascal Palomini (26 de febrero de 1898, en Buenos Aires - ¿España, 1954?) fue un entrenador argentino de fútbol. En su carrera cosechó varios éxitos, dirigiendo en su país natal, en México y en España. También entrenó a la Selección de Guatemala. Era apodado El Gitano.

## Trayectoria en clubes

### Talleres
Sus inicios como entrenador fueron en la T. En el cuadro albiazul dirigió en dos etapas, en una época en la que aún jugaba en la Liga Cordobesa de Fútbol. Allí obtuvo el título de liga en los años 1934 (en su primera etapa), 1938 y 1939 (en su segundo ciclo). 

### Rosario Central

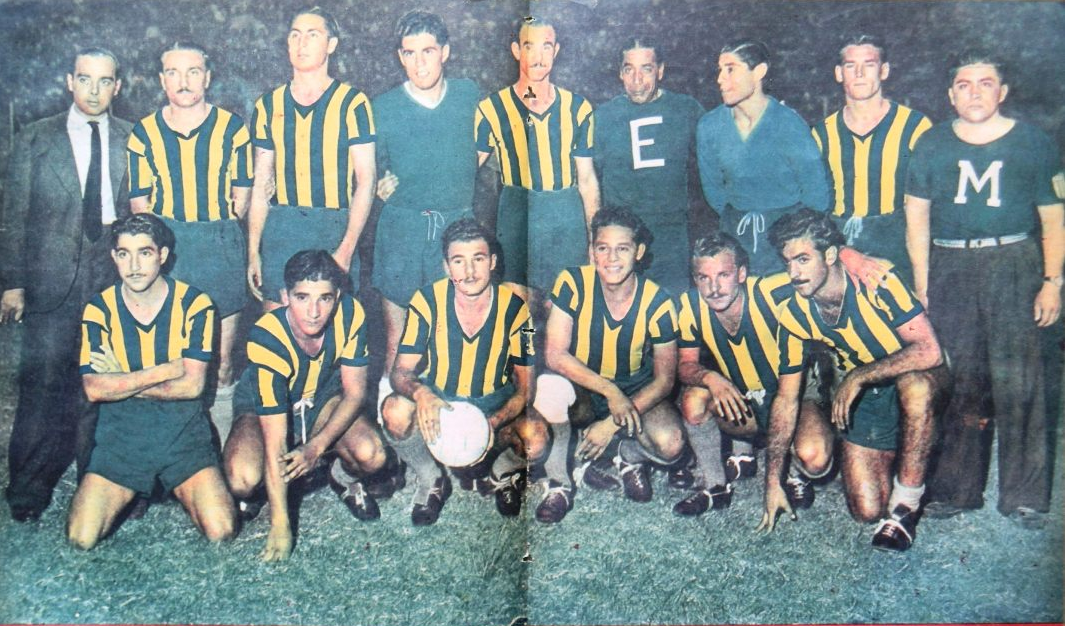
Rosario Central en 1943. Parados: José Casalini, Constancio Rivero, ¿?, Roberto Yebra, Enrique Palomini (entrenador), Héctor Ricardo, Alfredo Fógel; hincados: Bernardo Vilariño, Antonio Funes, Rubén Bravo, Waldino Aguirre, Ernesto Vidal, Rodolfo De Zorzi.

Fue contratado por el equipo rosarino en 1941, para dirigir el campeonato de Primera División de Argentina. El canalla se había incorporado a este torneo en 1939, y buscaba afianzarse en el mismo. Pero el equipo tuvo un importante recambio, apostando a futbolistas del club, que si bien con el tiempo lograron grandes rendimientos, esa temporada terminó con el descenso a Segunda División. Palomini continuó al frente del equipo, consiguiendo al año siguiente el ascenso a Primera División, en un torneo en el que Central ganó 25 de los 32 partidos disputados y marcó 118 goles. Nuevamente en primera, dirigió al canalla hasta la fecha 8 del campeonato de 1945. En el retorno a Primera en 1943, al derrotar en la décima fecha a San Lorenzo de Almagro, Central quedó por primera vez en la historia como puntero de un campeonato de Primera de AFA. Tuvo un segundo ciclo en el club en 1947, dirigiendo la primera ronda de dicho torneo. Su estadística como entrenador de Central marca que dirigió al equipo en 147 partidos, lo que lo coloca sexto en la tabla de entrenadores con más partidos dirigidos en el club desde 1939 a la fecha (quien encabeza la lista es Ángel Tulio Zof con 606 encuentros). Ganó 58 partidos, empató 27 y perdió 62. Tuvo bajo sus directivas a jugadores de la talla de Rubén Bravo, el Torito Aguirre, Ernesto Vidal, Claro Constancio Rivero, Harry Hayes (hijo), Bernardo Vilariño, entre otros.

#### Estadística por torneo
| Campeonato                          | PD | PG | PE | PP | Posición           |
| ----------------------------------- | -- | -- | -- | -- | ------------------ |
| Campeonato de Primera División 1941 | 30 | 6  | 4  | 20 | Último             |
| Campeonato de Segunda División 1942 | 32 | 25 | 3  | 4  | Campeón            |
| Campeonato de Primera División 1943 | 30 | 11 | 7  | 12 | 9°                 |
| Copa de la República 1943           | 1  | 0  | 0  | 1  | Elim. 16° de final |
| Campeonato de Primera División 1944 | 30 | 9  | 9  | 12 | 11°                |
| Copa Británica 1944                 | 1  | 0  | 0  | 1  | Elim. 8° de final  |
| Campeonato de Primera División 1945 | 8  | 3  | 1  | 4  | *                  |
| Copa Británica 1945                 | 1  | 1  | 0  | 0  | *                  |
| Campeonato de Primera División 1947 | 14 | 3  | 3  | 8  | *                  |

* No completó el torneo al frente del equipo.

### Veracruz
Llegó al cuadro jarocho para afrontar la temporada 1945-46, conduciendo a los Tiburones Rojos a su primer título de liga en México. Disputó 30 encuentros, ganando 20, empatando 5 y perdiendo 5. Su equipo convirtió 105 goles. Allí se mostró con gran personalidad para disciplinar a sus jugadores: el mítico Luis Pirata Fuente quiso desobedecer una orden en un entrenamiento y Palomini reaccionó amenazándolo con una navaja. A partir de entonces no hubo más cuestionamientos y Veracruz se encaminó al título.

### Racing de Santander
En la temporada 1951-52 entrenó al equipo cántabro en la Liga Española de Fútbol, dirigiendo 13 partidos, de los que ganó 4, empató 5 y perdió 4. El equipo finalizó 14°, logrando de este modo evitar el descenso de categoría.

### Clubes
| Club                          | País      | Año                 |
| ----------------------------- | --------- | ------------------- |
| Talleres                      | Argentina | 1933-1936/1938-1940 |
| Rosario Central               | Argentina | 1941-1945           |
| Veracruz                      | México    | 1945-1946           |
| Rosario Central               | Argentina | 1947                |
| Real Racing Club de Santander | España    | 1952                |

## Selección nacional
Fue entrenador del equipo de Guatemala en 1950. Había sido contratado un año antes, ya que los dirigentes guatemaltecos se anticiparon a la disputa de los VI Juegos Centroamericanos y del Caribe, que se celebraron en 1950 en la misma Guatemala. El seleccionado local logró pasar primera ronda al vencer a México en tres partidos de desempate. En la ronda final empezó con mal pie al perder con las Antillas Neerlandesas, no pudiendo llegar al título, obteniendo el segundo puesto.
| Selección |           | Año  | PD | PG | PE | PP |
| --------- | --------- | ---- | -- | -- | -- | -- |
| Guatemala | Guatemala | 1950 | 8  | 3  | 3  | 2  |

### Detalle de partidos en los VI Juegos Centroamericanos y del Caribe
| Instancia     | Fecha | Rival                 | Resultado |
| ------------- | ----- | --------------------- | --------- |
| Primera ronda | 26-02 | Colombia              | 2-1       |
| Primera ronda | 04-03 | México                | 0-0       |
| Primera ronda | 06-03 | Honduras              | 0-1       |
| PR-Desempate  | 07-03 | México                | 3-3       |
| PR-Desempate  | 08-03 | México                | 0-0       |
| PR-Desempate  | 10-03 | México                | 2-1       |
| Fase final    | 11-03 | Antillas Neerlandesas | 0-2       |
| Fase final    | 12-03 | El Salvador           | 2-0       |

## Palmarés

### Títulos nacionales
| Equipo          | País      | Título           | Año     |
| --------------- | --------- | ---------------- | ------- |
| Rosario Central | Argentina | Segunda División | 1942    |
| Veracruz        | México    | Primera División | 1945-46 |

### Títulos regionales
| Equipo   | Liga      | País      | Título           | Año  |
| -------- | --------- | --------- | ---------------- | ---- |
| Talleres | Cordobesa | Argentina | Copa Sidral      | 1933 |
| Talleres | Cordobesa | Argentina | Copa de Honor    | 1933 |
| Talleres | Cordobesa | Argentina | Primera División | 1934 |
| Talleres | Cordobesa | Argentina | Primera División | 1938 |
| Talleres | Cordobesa | Argentina | Primera División | 1939 |